# Unionicola indistincta
Unionicola indistincta är en kvalsterart som först beskrevs av Albert Burke Wolcott 1898.  Unionicola indistincta ingår i släktet Unionicola och familjen Unionicolidae. Inga underarter finns listade i Catalogue of Life.